# Premiile Academiei Române pentru anul 2006
Premiile Academiei Române pentru anul 2006 au fost acordate în decembrie 2008, în Aula Academiei Române.
Sunt indicate obiectul acordării premiului, cel mai adesea o lucrare, autorul acesteia și țara de reședință a autorului. În cazul în care nu este indicată țara, autorul este din România.

## I. Filologie și Literatură

### Premiul „Timotei Cipariu“
- Cronografele românești - Doru Mihăescu
- Împrumutul lexical în procesul modernizării limbii române literare - N.A. Ursu și Despina Ursu

### Premiul „Bogdan Petriceicu Hașdeu“
- Calcul lingvistic în limba română - Maria Stanciu-Istrate

### Premiul „Ion Creangă“
- Mirii nemuririi - Radu Aldulescu
- Christina Domestica și Vânătorii de Suflete - Petru Cimpoeșu

### Premiul „Titu Maiorescu“
- Germanitatea și literele române - Bogdan Dascălu

### Premiul „Ion Luca Caragiale“
- Volum Teatru (Înainte la bodegă și Dictatorul) - Andrei Strâmbeanu

### Premiul „Lucian Blaga“
Premiul nu a fost acordat.

### Premiul „Mihai Eminescu“
Premiul nu a fost acordat.

## II. Științe Istorice și Arheologie

### Premiul „Vasile Pârvan“
- Arhitectura neoliticului și epocii cuprului din România. I. Neoliticul - Cornelia Magda Lazarovici și Gheorghe Lazarovici
- Istorie și civilizație. Sarmații în spațiul est-carpatic (sec. I a.Chr. - începutul sec. II p. Chr.) - Vitalie Bârcă

### Premiul „Alexandru D. Xenopol“
- Ținutul Orheiului în secolele XV-XVI - Ludmila Bacumenco (Republica Moldova)
- Istoria. Receptare, cercetare, interpretare - Ion Țurcanu (Republica Moldova)

### Premiul „Nicolae Iorga“
- Les marchands en Valachie (XVIIe -XVIII e siècles) - Gheorghe Lazăr

### Premiul „Mihail Kogăniceanu“
- Dimitrie Cantemir, The Salvation of the Wise Man and the Ruin of the Sinful World - Ioana Feodorov

### Premiul „Dimitrie Onciul“
- Prețuri de podoabe și orfevrărie din metal prețios în spațiul românesc (secolele XVI-XVII) - Florentina Nițu

### Premiul „Nicolae Bălcescu“
- Național, naționalism, xenofobie și antisemitism în societatea românească modernă (1831-1866) - Dinu Bălan

### Premiul „Gheorghe Barițiu“
- La granița Imperiului. Vicariatul greco-catolic al Rodnei în a doua jumătate a secolului al XlX-lea - Mirela-Fica Andrei

### Premiul „Eudoxiu Hurmuzaki“
- Valea Trotușului. Enciclopedie - Cornel Stoica

## III. Științe Matematice

### Premiul „Simion Stoilow“
- Morfisme armonice - Radu Pantilie

### Premiul „Gheorghe Țițeica“
- Varietăți riemanniene - Liana David

### Premiul „Gheorghe Lazăr“
- Singular perturbation analysis of cAMP signalling - Gabriela Lițcanu și Juan J.L. Velâzquez (Spania)

### Premiul „Spiru Haret“
- Studiul transformărilor de fază - Cristian Făciu și Alain Molinari (Franța)

### Premiul „Dimitrie Pompeiu“
- Formalismul Birkhoffian - Delia Ionescu-Kruse

## IV. Științe Fizice

### Premiul „Dragomir Hurmuzescu“
- Efecte de depolarizare în feromagneți de tip demi-metalic - Liviu Chioncel
- Stocarea hidrogenului în compozite intermetalice cu Mg, procesate prin tehnici de neechilibru și coroborarea caracteristicilor cinetice și termodinamice cu proprietățile locale electronice și structurale - Petru Palade

### Premiul „Constantin Miculescu“
- Studiul structurii electronice a sistemelor moleculare - Vasile Chiș
- Dependența de presiune a stării Fulde-Ferrell-Larkin-Ovchinnikov în CeCoIn5 (supraconductor în câmp magnetic puternic) - Corneliu Florin Miclea

### Premiul „Horia Hulubei“
- Noi rezultate în teoria gravitației - Constantin Bizdadea
- Dispozitive electronice și optoelectronice bazate pe structuri subțiri organice - Ștefan Antohe

### Premiul „Ștefan Procopiu“
- Suspensii magnetoreologice electroconductoare - Ioan Bica
- Procedee de obținere și caracterizarea unor noi tipuri de defecte punctuale cu stabilitate termică înaltă în cristale - Daniela Ghica

## V. Științe Chimice

### Premiul „Gheorghe Spacu“
- Contribuții aduse în domeniul sistemelor polinucleare 3d-4f - Ruxandra Gheorghe

### Premiul „Costin D. Nenițescu“
- Cristale lichide termotrope cu mezogeni azometinici - Luminița Marin

### Premiul „I. G. Murgulescu“
- Inițierea și propagarea exploziilor în sisteme gazoase preamestecate combustibil-oxidant - Codina Movileanu

### Premiul „Nicolae Teclu“
- Contribuții la aplicarea metodelor moderne de spectrometrie de masă la analiza structurală a unor compuși organici de interes biomedical - Ionel Ciucanu
- Polimeri silico-organici cu arhitecturi neconvenționale. Metode și aplicații - Liviu Săcărescu, Mihaela Simionescu, Gabriela Săcărescu, Rodinel Ardeleanu

## VI. Științe Biologice

### Premiul „Emil Racoviță“
- Insecta, Coleoptera, Familia Carabidae (Tribul Bembidiini), vol. X, fasc. 6 din Fauna României - Eugen Nițu

### Premiul „Grigore Antipa“
- Colecția Lumea vegetală și animală a Moldovei - Gheorghe Duca, Tudor Cozari, Gheorghe Prini, Andrei Negru și Andrei Munteanu (Republica Moldova)

### Premiul „Emanoil Teodorescu“
- Concepte actuale în taxonomia ciupercilor - Cătălin Tănase, Tatiana Eugenia Șesan
- Distribuția spațială și temporală a stejarului, frasinului și carpenului in timpul Tardi- și Postglaciarului, pe teritoriul României - Sorina Fărcaș și Flaviu Popescu

### Premiul „Nicolae Simionescu“
- Studiul membranei bazale și al joncțiunii hemidesmozomale în procesul de reconstrucție in vitro, în invazivitatea tumorală și în procesul de conversie - Nicolae Mirancea

## VII. Științe Geonomice

### Premiul „Grigore Cobălcescu“
- Jurasicul mediu din Bucegi. Versantul vestic - Iulia Lazăr

### Premiul „Gheorghe Munteanu-Murgoci“
- Sarmațianul dintre Valea Șiretului și Valea Omuzului Mare - Viorel Ionesi
- Histoire de la végétation tardiglaciaire et Holocène dans les Carpates Orientales (Roumanie) - Ioan Tanțău

### Premiul „Ludovic Mrazec“
- Calcarele Jurasicului superior - Cretacicului inferior din Munții Trascău - Emanoil Săsăran

### Premiul „Ștefan Hepites“
- Variabilitate și schimbare climatică. Extreme climatice modelate statistic - Constantin Mareș și Ileana Mareș

### Premiul „Simion Mehedinți“
- Démographie et géographie du travail en Roumanie postdécembriste - Cornel Iațu
- Precipitațiile excedentare în România - Carmen-Sofia Dragotă

## VIII. Științe Tehnice

### Premiul „Traian Vuia“
- Controlul în timp real în mecanica solidelor - Luigi Vlădăreanu

### Premiul „Aurel Vlaicu“
- Structura și proprietățile materialelor poroase - Ioan Vida-Simiti

### Premiul „Henri Coandă“
- Earth-Mars similarity criteria for exploring marțian vehicle - George Savu

### Premiul „Anghel Saligny“
- Fundații - Fizica și Mecanica Pământurilor - Anghel Stanciu și Irina Lungu

### Premiul „Constantin Budeanu“
Premiul nu a fost acordat.

## IX. Științe Agricole și Silvice

### Premiul „Ion Ionescu de la Brad“
- Podgoria Cotnari - Petru Magazin și Mircea Ciubotaru

### Premiul „Traian Săvulescu“
- Tratat de bacteriologie medical-veterinară și introducere în micologie - Simona Ivana
- Atlas de fitopatologie - Ioan Oroian, Viorel Florian, Liviu Holonec

### Premiul „Gheorghe Ionescu-Șișești“
- Amenajări hidrotehnice pentru dezvoltare rurală prin recuperări, protecții de terenuri și amenajări complexe - Valeriu Blidaru, Irina State, Tudor Viorel Blidaru
- Elsevier's Dictionary of Soil Science - Ioan Munteanu

### Premiul „Marin Drăcea“
- World Wide forest mensuration history - Alexe Alexe

## X. Științe Medicale

### Premiul „Iuliu Hațieganu“
- Afectarea cardiovasculară din boala cronică de rinichi - Adrian Constantin Covic
- Insuficiența cardiacă, 2006 - Dragoș Vinereanu

### Premiul „Daniel Danielopolu“
- Hipertensiunea pulmonară în practica de cardiologie - Carmen Ginghină

### Premiul „Gheorghe Marinescu“
- The interstitial cells of the Human Brain. An Atlas of Light and Electron Microscopy (2006) - Viorel Pais și Leon Dănăilă

### Premiul „Victor Babeș“
- Studiul celulelor interstițiale Cajal - like, 2006 - Mihaela Gherghiceanu

### Premiul „Constantin I. Parhon“
- Factori genetici implicați în etiopatogenia diabetului zaharat de tip 1 - Cristian Guja

### Premiul „Ștefan S. Nicolau“
- Radiologie și imagistică pediatrică - Stelian Petcu
- Atlas de endoscopie vasculară a membrelor inferioare (bilingv) - Firmilian Calotă și Dragoș Camen

## XI. Științe Economice, Juridice și Sociologie

### Premiul „Petre S. Aurelian“
- Informatica. Societatea informațională. E-serviciile - Ion Gh. Roșca, Bogdan Ghilic-Micu și Marian Stoica

### Premiul „Virgil Madgearu“
- Parteneriat creativ de bunăstare - Mariano L. Bianca (Italia), Mihai Botezatu, Nicolae Bulz, Florin Căldăraru, Marcel Stoica, Vasile Ștefânescu

### Premiul „Victor Slăvescu“
- Negocierea comercială internațională - Ioan Popa
- Teoria zonelor monetare optime - Silviu Cerna

### Premiul „Dimitrie Gusti“
- Strategii de dezvoltare comunitară - Iuliana Precupețu

### Premiul „Simion Bărnuțiu“
- Criminologie - George Basiliade

### Premiul „Andrei Rădulescu“
- Tratat de publicitate imobiliară (2 vol.) - Marian Nicolae

### Premiul „Nicolae Titulescu“
- Convenția Europeană a Drepturilor Omului - Ovidiu Predescu

## XII. Filosofie, Teologie, Psihologie și Pedagogie

### Premiul „Vasile Conta“
- Conceptul de funcționalizare la Max Scheler și Heinrich Rombach - Claudiu Baciu

### Premiul „Mircea Florian“
- Tirania valorilor. Studii de filosofia culturii și axiologie - Nicolae Râmbu

### Premiul „C.Rădulescu-Motru“
- Consiliere psihologică și psihoterapie în situațiile de criză - Irina Holdevici și Valentina Neacu
- Pedagogia culturii - de la Homer la Platon - Nicolae Sacali-Calata

### Premiul „Ion Petrovici“
Premiul nu a fost acordat.

## XIII. Arte, Arhitectură și Audiovizual

### Premiul „George Enescu“ pentru creație muzicală
- Romulus și Remus. Trio pentru două viori și pian - Livia Teodorescu-Ciocănea

### Premiu „Ciprian Porumbescu“ în domeniul muzicologiei
- Opera Română. Deceniul cinc - Anca Florea

### Premiul „George Oprescu“ în domeniul istoriei artei, ex aequo
- Covoare otomane din Transilvania - Ștefan Ionescu
- Costumul popular românesc - Maria Bâtcă

### Premiul „Simion Florea Marian“ în domeniul etnografiei și folclorului
- Etnologie românească. Folcloristică și etnomuzicologie, vol. I - Nicoleta Coatu - coordonator și colectiv de autori

### Premiul „Aristizza Romanescu“ pentru artele spectacolului
- pentru întreaga creație teatrală și cinematografică - Dorel Vișan

### Premiul „Ion Andreescu“
Premiul nu a fost acordat.

## XIV. Știința și Tehnologia Informației

### Premiul „Gheorghe Cartianu“
- Modelarea sistemelor informatice mulți media - Tudor Barbu

### Premiul „Tudor Tănăsescu“
- Model based Control (Case studies in Process Engineering) - Paul Șerban Agachi, Zoltan Kalman Nagy, Vasile Mircea Cristea și Imre Arpad Lucaci

### Premiul „Grigore Moisil“
- Aspectele computaționale în asamblarea genelor în ciliate - Ion Petre
- Grup de articole privitoare la metaeuristici bazate pe cromodinamica genetică utilizate în optimizare - Dumitru Dumitrescu, Chira Camelia, Ruxandra Stoean și Cătălin Stoean